# Lena Hartl
Lena Hartl z d. Möllers (ur. 6 stycznia 1990 r. w Bocholt) – niemiecka siatkarka, grająca na pozycji rozgrywającej. W kwietniu 2021 ogłosiła, że kończy swoją siatkarską karierę.

## Sukcesy klubowe
Mistrzostwo Niemiec:
- 2010
- 2011, 2012, 2013

Puchar Włoch w Serie A2:
- 2015

Mistrzostwo Rumunii:
- 2018

Liga Mistrzyń:
- 2018

## Sukcesy reprezentacyjne
Mistrzostwa Europy Kadetek:
- 2007

Mistrzostwa Świata Juniorek:
- 2009

Liga Europejska:
- 2014

Volley Masters Montreux:
- 2017

## Nagrody indywidualne
- 2009: Najlepsza rozgrywająca Mistrzostw Świata Juniorek